# Javad Nekounam
Javad Nekounam (en persan : جواد نکونام), né le 7 septembre 1980 à Ray, est un footballeur international iranien, reconverti comme entraîneur.

## Carrière

### En club
Nekounam est considéré comme une légende à Osasuna, où il a joué de 2006 à 2012 puis lors de la saison 2014-2015.
Arrivé en 2006, il est le premier iranien à jouer en Liga BBVA.
D'abord sous-estimé, il surprend en faisant preuve d'un très bon niveau, Ludovic Delporte, ex-joueur d'Osasuna dira : « C'était à l'été 2006, on s'apprêtait à disputer le tour préliminaire de Ligue des champions, on s'attendait à avoir des renforts de renom et on a vu arriver Javad… Nos recruteurs l'avaient observé durant le Mondial allemand qu'il avait disputé avec l'Iran. Nous avons été surpris car c'est un extraordinaire footballeur. ».
Lors de la campagne de C3 2006-2007, Nekounam marque un but crucial face aux Girondins de Bordeaux et qualifie les Navarrais en huitième de finale.
Lors d'un amical de pré-saison, il se blesse et ne jouera que 27 minutes lors de la saison 2007-2008, néanmoins les dirigeants d'Osasuna le prolongent jusqu'en 2011, geste qu'il appréciera fortement.
Par la suite, son influence ne cessera de grandir dans le club de Pampelune, jusqu'à ce qu'il devienne capitaine d'Osasuna, ce qui fait de lui le premier capitaine étranger de la formation de Navarre.
Après un retour en Iran à l'Esteghal Téhéran, où il jouera 60 matchs pour 12 buts, puis une saison en demi-teinte au Koweït SC, il décide de revenir à Osasuna en 2014.
À l'image de l'équipe elle-même, cette saison n'est pas très belle et le club évite de peu une relégation en Segunda División B, en finissant 18e sur 22, à un point de la zone rouge.

### En équipe nationale
Il reçut sa première cape en  mai 2000. Il a disputé les jeux d'Asie en 2004.
Nekounam participe aux coupe du monde 2006 et 2014 avec l'équipe d'Iran.
Il est le deuxième joueur iranien à compter le plus de sélections (136 capes), derrière Ali Daei, et est le quatrième meilleur buteur de la sélection iranienne.

## En tant qu'entraineur
Le 1er juillet 2016, même jour que son départ de Al-Arabi pour la retraite, Nekounam devient entraîneur assistant de Carlos Queiroz avec la sélection iranienne. Il quitte son poste juillet 2017.
Il rejoint ensuite le Khooneh Be Khooneh Mazandaran club de Azadegan League (D2 Iranienne) où il est entraineur. Il ne reste pas toute la saison et ne fait plus partie du club le 20 janvier 2018, soit 160 jours après sa nomination.
Le 27 février 2018, il rejoint le club du FC Nassaji Mazandaran. Il reste jusqu'à la fin de la saison et termine deuxième avec 64 points, synonyme de montée en Persian Gulf Pro League.
Après 306 jours à la tête de Nassaji, il est limogé le 26 décembre 2018.
Depuis le 22 mai 2019, il est entraineur du Foolad Khuzestan, club de Persian Gulf Pro League, où il a signé un contrat de 2 ans.

## Statistiques

### Statistiques en tant qu'entraîneur
| Khooneh be Khooneh (en)          | 1er août 2017 | 10 janvier 2018  | 22  | 12 | 8  | 2  | 54.55 |
| Nassaji Mazandaran Football Club | 1er mars 2018 | 1er janvier 2019 | 29  | 12 | 11 | 6  | 41.38 |
| Foolad Ahvaz                     | 1er juin 2019 | 22 juillet 2022  | 104 | 44 | 40 | 20 | 88.12 |
| Total                            | Total         | Total            | 155 | 68 | 59 | 28 | 43.87 |

## Palmarès

### en club
- PAS Téhéran FC
  - Vainqueur du Championnat d'Iran : 2004

### en sélection
- Iran
  - Vainqueur des Jeux asiatiques : 2002